# Марк-Андре Амлен
Марк-Андре Амлен (фр. Marc-André Hamelin; 5 вересня 1961 , Монреаль, Квебек ) — канадський піаніст-віртуоз і композитор, викладач музичної консерваторії Нової Англії. Отримав 11 номінацій на премію «Греммі».

## Біографія
Марк-Андре Амлен народився в Монреалі, Квебек, де почав навчатися грі на фортепіано з п'яти років. Його батько, фармацевт, який також був піаністом-аматором, познайомив його з творами Шарля Валентена Алькана, Леопольда Годовського та Кайхосру Сорабджі, коли він був ще малим. Амлен навчався в музичній школі Венсана д'Енді в Монреалі у Івонни Юбер, а потім в Університеті Темпл у Філадельфії у Гарві Ведіна. У 1989 році він отримав премію Вірджинії Паркер.
Амлен давав сольні концерти в багатьох містах. Він регулярно виступає у Wigmore Hall, лондонському South Bank Centre, в Геркулесовій залі у Мюнхені та дав серію сольних концертів у Токіо.
Амлен записав музику багатьох композиторів на лейблі Hyperion Records. Його запис «Дослідження етюдів Шопена» Леопольда Годовського отримав інструментальну премію журналу Gramophone 2000 року. Він виконує музику маловідомих композиторів, особливо кінця дев'ятнадцятого та початку двадцятого століть (фортепіанний концерт Макса Регера, музику Лео Орнстайна, Миколи Рославця, Георгія Катуара), а також твори піаністів-композиторів Софі Кармен Екхардт-Граматте, Леопольда Годовського, Шарля Валентена Алькана, Кайхосру Сорабджі, Олександра Скрябіна, Миколи Капустіна, Ференца Ліста, Миколи Метнера і Фредеріка Ржевскі.
Амлен також написав кілька власних творів, зокрема збірку фортепіанних етюдів у всіх мінорних тональностях (2009), опубліковану видавництвом Edition Peters із записом, випущеним на Hyperion. Серед інших його композицій цикл із семи творів, «Con Intimissimo Sentimento», що був опублікований (у виконанні автора) видавництвом Ongaku No Tomo Sha; транскрипція «Tico Tico no Fuba» Зекінья де Абреу (Schott Music). Хоча більшість його композицій для фортепіано соло, він також написав три п'єси для піаноли (включаючи комічний «Circus Galop», «Поп-музику для піаноли» на основі «Pop Goes the Weasel» і «Solfeggietto a cinque» на тему К. Ф. Е. Баха) і кілька творів для інших інструментів, зокрема «Фанфари для трьох труб», опубліковані Presser. Інші його роботи поширює Архів Сорабджі.
У 1985 році Амлен переміг на Міжнародному конкурсі американської музики в Карнеґі-холі; він дебютував з сольним концертом у Карнеґі-холі в 1988 році. У 2004 році Амлен отримав міжнародну премію в Каннах. Він отримав звання офіцера ордена Канади та кавалера Національного ордена Квебеку. Амлен отримав сім премій «Джуно», востаннє у 2012 році за його альбом із фортепіанними сонатами Ліста.

## Відгуки
Критик Алекс Росс із «Нью-Йоркера» у 2000 році сказав: «Легенда про Амлена буде рости — зараз немає нікого, як він». Пізніше в 2010 році Росс додав, що поціновувачі фортепіано високо оцінюють Амлена і «захоплюються його жахливо блискучою технікою та шукаючим, глибокодумним підходом».
У 2015 році Закарі Вулф, редактор класичної музики «Нью-Йорк таймс», відзначив «надприродну ясність і контроль — якості, які в ньому не перешкоджають чутливості [або] навіть поезії».

## Особисте життя
Перший шлюб Амлена був з сопрано Джоді Карін Епплбаум. Зараз він живе в Бостоні, штат Массачусетс, зі своєю другою дружиною, піаністкою Кеті Фуллер. Амлен має діабет 1 типу.